# Halldóra K. Thoroddsen
Halldóra Kristín Thoroddsen (Reykjavík, 2 agosto 1950 – Reykjavík, 18 luglio 2020) è stata una scrittrice islandese.

## Biografia
Nacque a Reykjavík da Ásdís Sveinsdóttir, orafa, e Sigurður Thoroddsen, ingegnere.
Si laureò presso l'Istituto pedagogico islandese nel 1976, diplomandosi poi all'Accademia d'arte d'Islanda nel 1986. Lavorò estensivamente nel campo dell'istruzione, nell'editoria scolastica e nei media (radio e carta stampata).
Autrice prolifica, si cimentò in diversi generi, dalla poesia (Stofuljóð, 1990; Hárfínar athugasemdir, 1998; Gangandi vegfarandi, 2005; Orðsendingar, 2017) ai racconti (Aukaverkanir, 2006), dalla flash fiction (90 sýni úr minni mínu, 2002) ai romanzi. 
Il suo romanzo Doppio vetro (2015) fu insignito del premio per la letteratura femminile islandese (Fjöruverðlaunin) nel 2016 e del Premio letterario dell'Unione Europea nel 2017.
Nel 2018 pubblicò il suo secondo romanzo, Katrínarsaga. 
Visse e lavorò nella sua città natale.

## Opere
- Stofuljóð (Poesie da salotto, 1990)
- Hárfínar athugasemdir (Osservazioni esatte, 1998)
- 90 sýni úr minni mínu (90 estratti dalla mia memoria, 2002)
- Gangandi vegfarandi (Passanti, 2005)
- Aukaverkanir (Effetti collaterali, 2006)
- Doppio vetro, Iperborea, Milano, 2019 - ISBN 9788870916089 (Tvöfalt gler, 2015; trad. Silvia Cosimini)
- Orðsendingar (Comunicazioni, 2017)
- Katrínarsaga (Saga di Katrín, 2018)